# Gruppensilikate

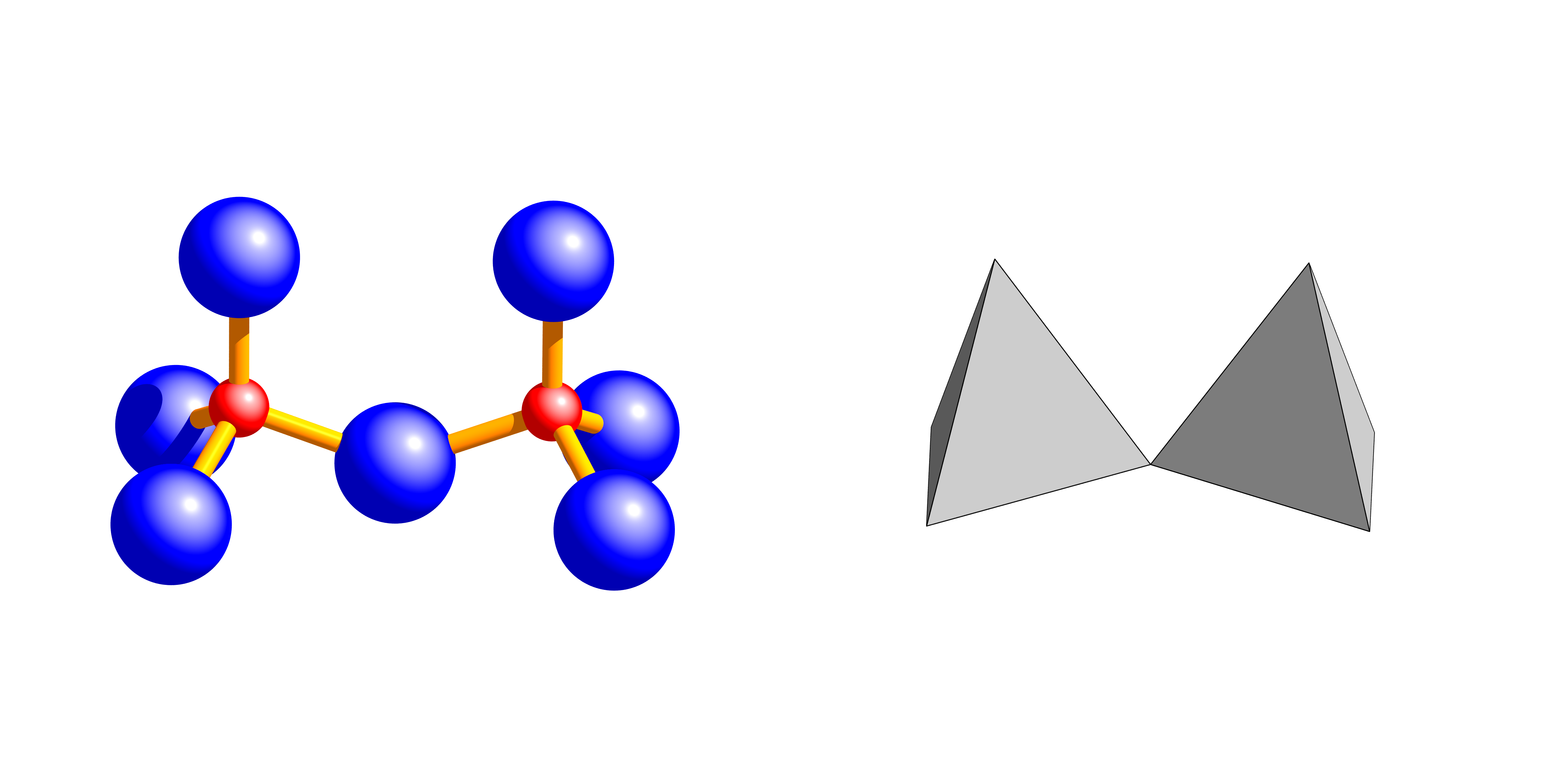
Silikatgruppe: Darstellung der Atome links (rot: Si, blau: O) und der sich daraus ergebenden Silikattetraeder (rechts)

Als Gruppensilikate (Sorosilikate) bezeichnet man Silikate, deren Silikatanionen aus Gruppen eckenverknüpfter SiO4-Tetraeder bestehen. Die Gruppen liegen isoliert vor, d. h., sie sind untereinander nicht über weitere Si-O-Bindungen zu Ketten, Schichten oder Gerüsten verknüpft.
Zu dieser Abteilung der Silikate zählen petrologisch interessante Gruppen von Mineralen wie z. B. die Melilith-, Lawsonit-, Vesuvian- und Epidot-Gruppe sowie Zoisit.
Die Symmetrie der Gruppensilikate ist meist niedrig, überwiegend monoklin oder triklin, seltener orthorhombisch oder tetragonal. Kubische Gruppensilikate sind nicht bekannt. Das zu den Gruppensilikaten gezählte Mineral Karnasurtit-(Ce) ist röntgenamorph.

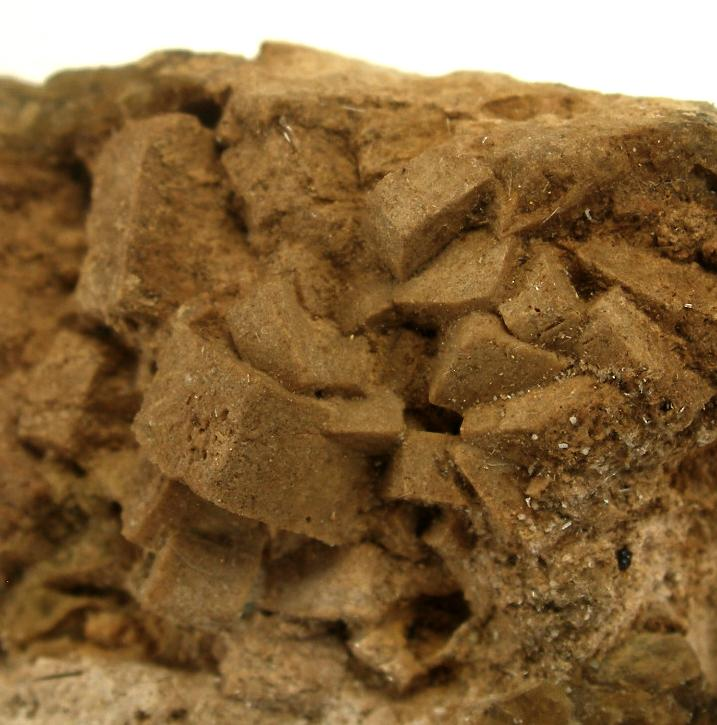
Gehlenit
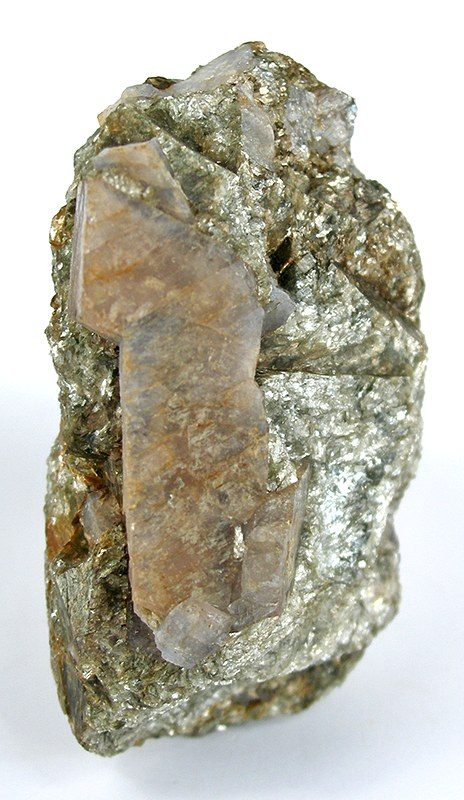
Lawsonit
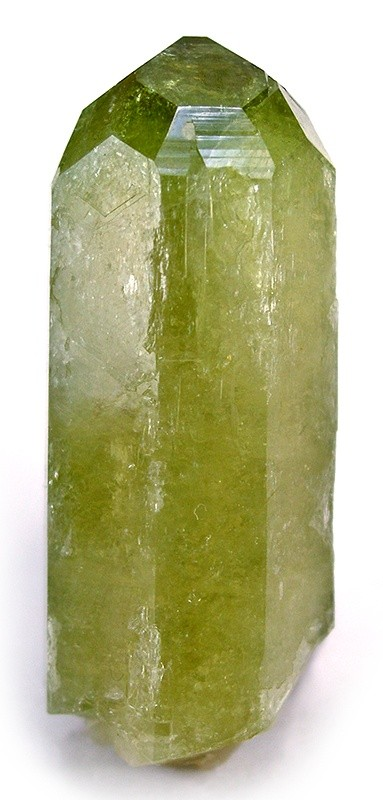
Vesuvian
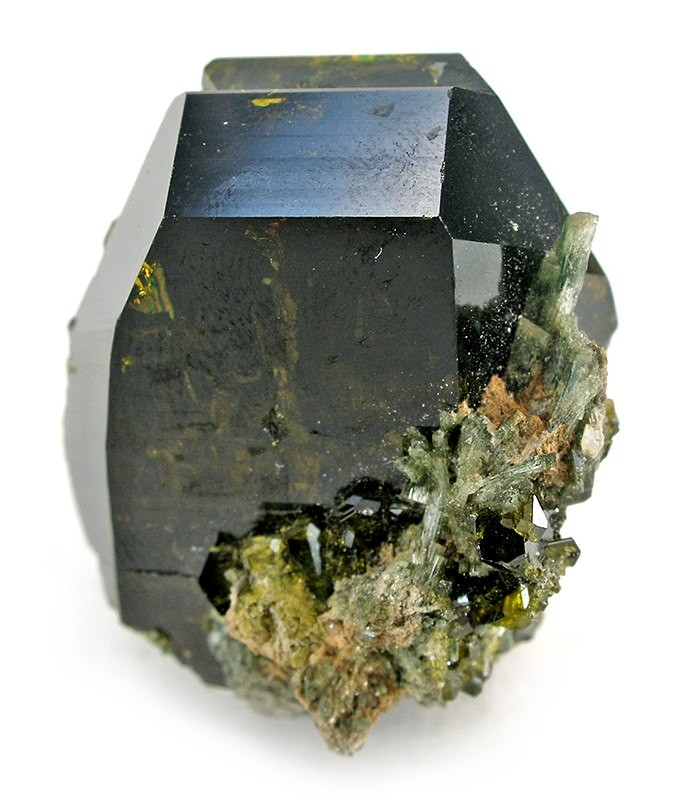
Epidot
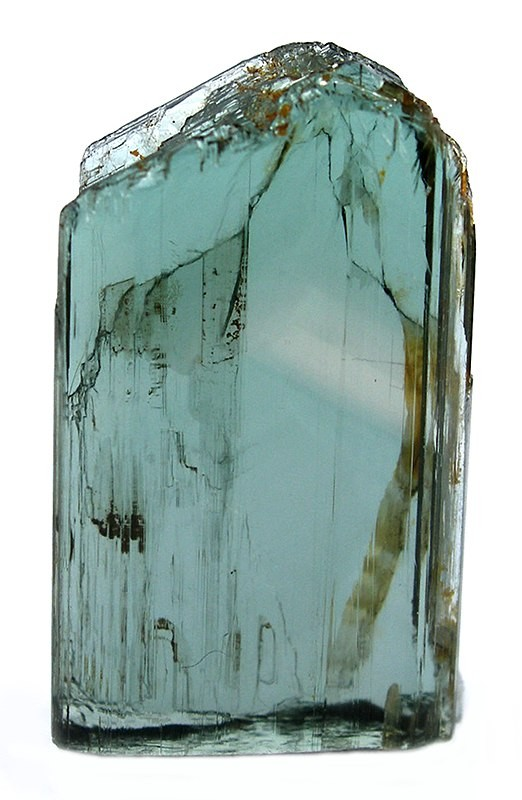
Zoisit

## Klassifikation

### Silikatklassifikation nach Liebau
In der strukturellen Silikatklassifikation von Liebau gehören die Gruppensilikate ebenso wie die Inselsilikate und Ringsilikate zu den Silikaten mit der Dimensionalität 0. Die Ausdehnung der Silikatanionen ist in keiner Richtung (0 Dimensionen) unbegrenzt.
Liebau unterteilt die Gruppensilikate anhand des Aufbaus der Silikatgruppen nach folgenden Kriterien:
Zähligkeit:

Sie gibt an, aus wie vielen Silikattetraedern die Gruppen bestehen. Gezählt werden nur die SiO2-Tetraeder, die ein lineares Kettenfragment bilden. Weitere abzweigende Tetraeder werden nicht mitgezählt. Die Zähligkeit von natürlichen Gruppensilikaten liegt bei 2 bis 5.

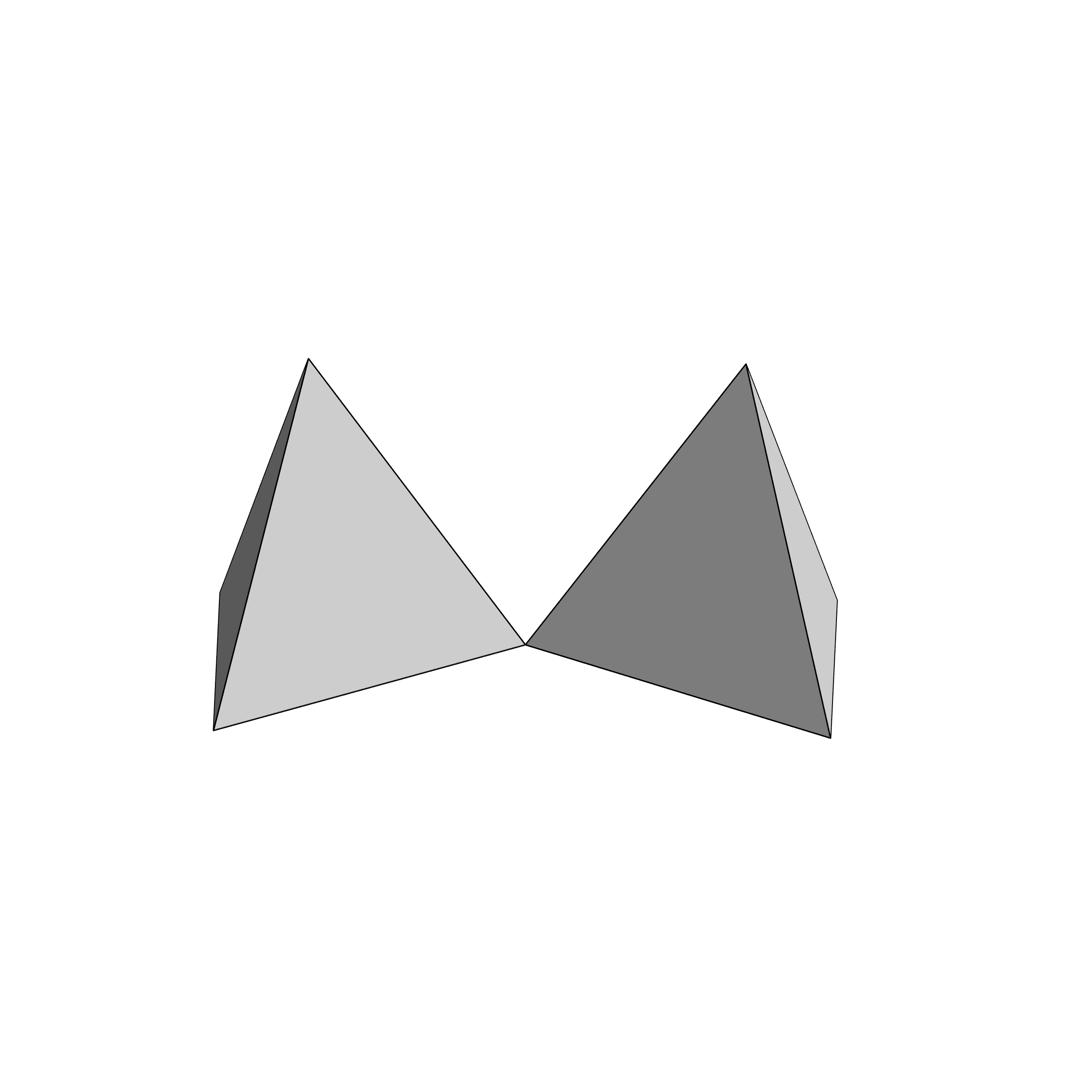
2er Einfach-Silikatgruppe des Åkermanit
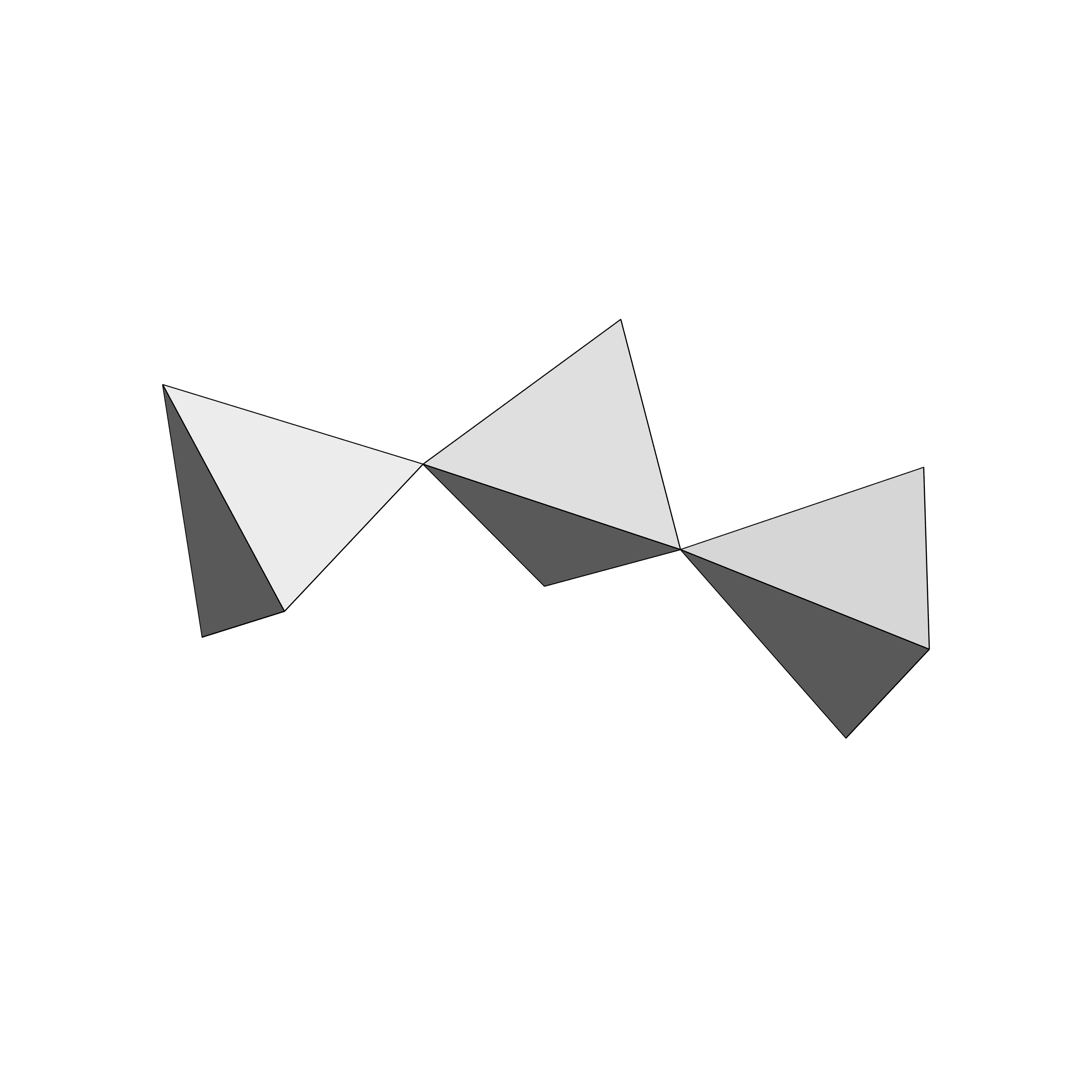
3er Einfach-Silikatgruppe des Rosenhahnit
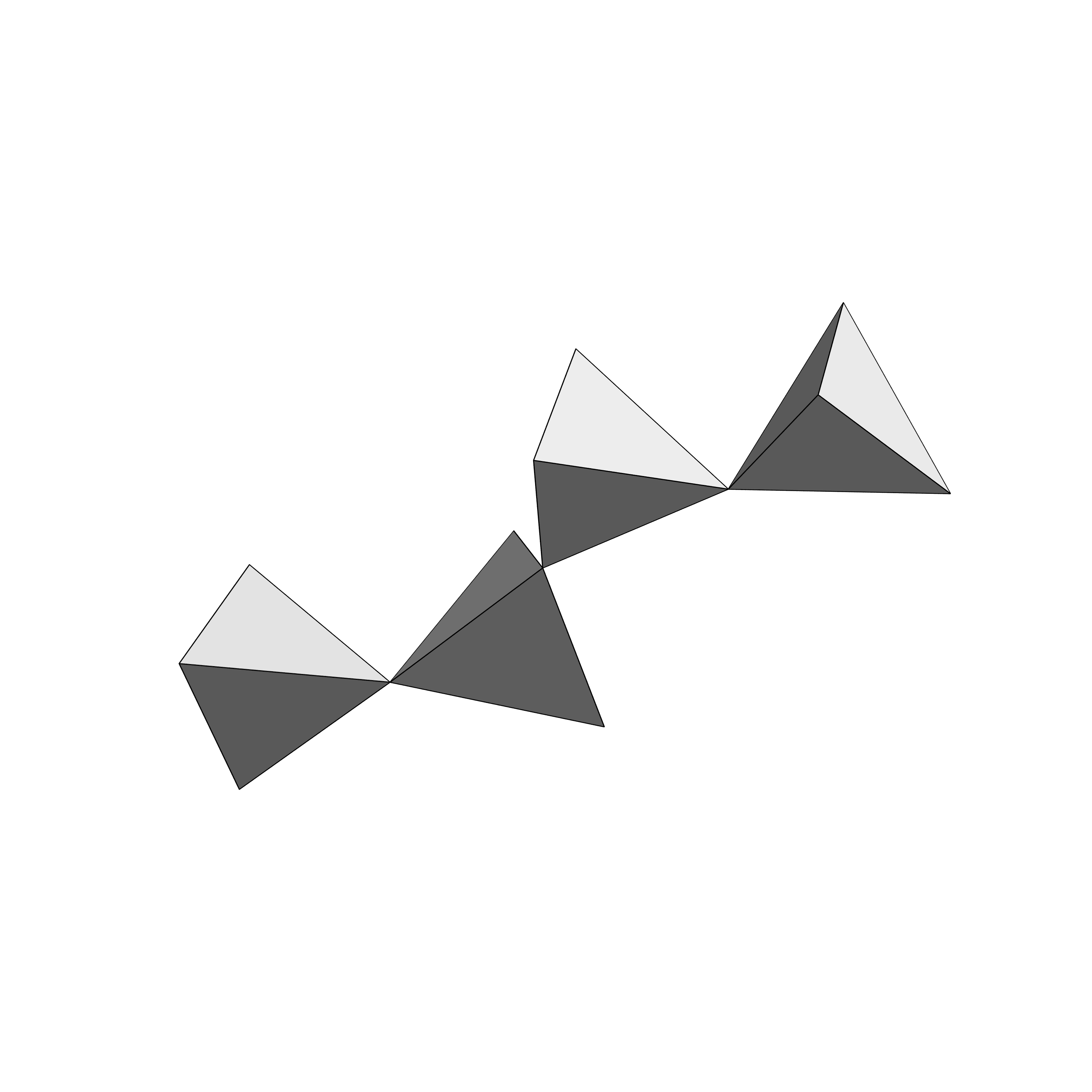
4er Einfach-Silikatgruppe des Akatoreit
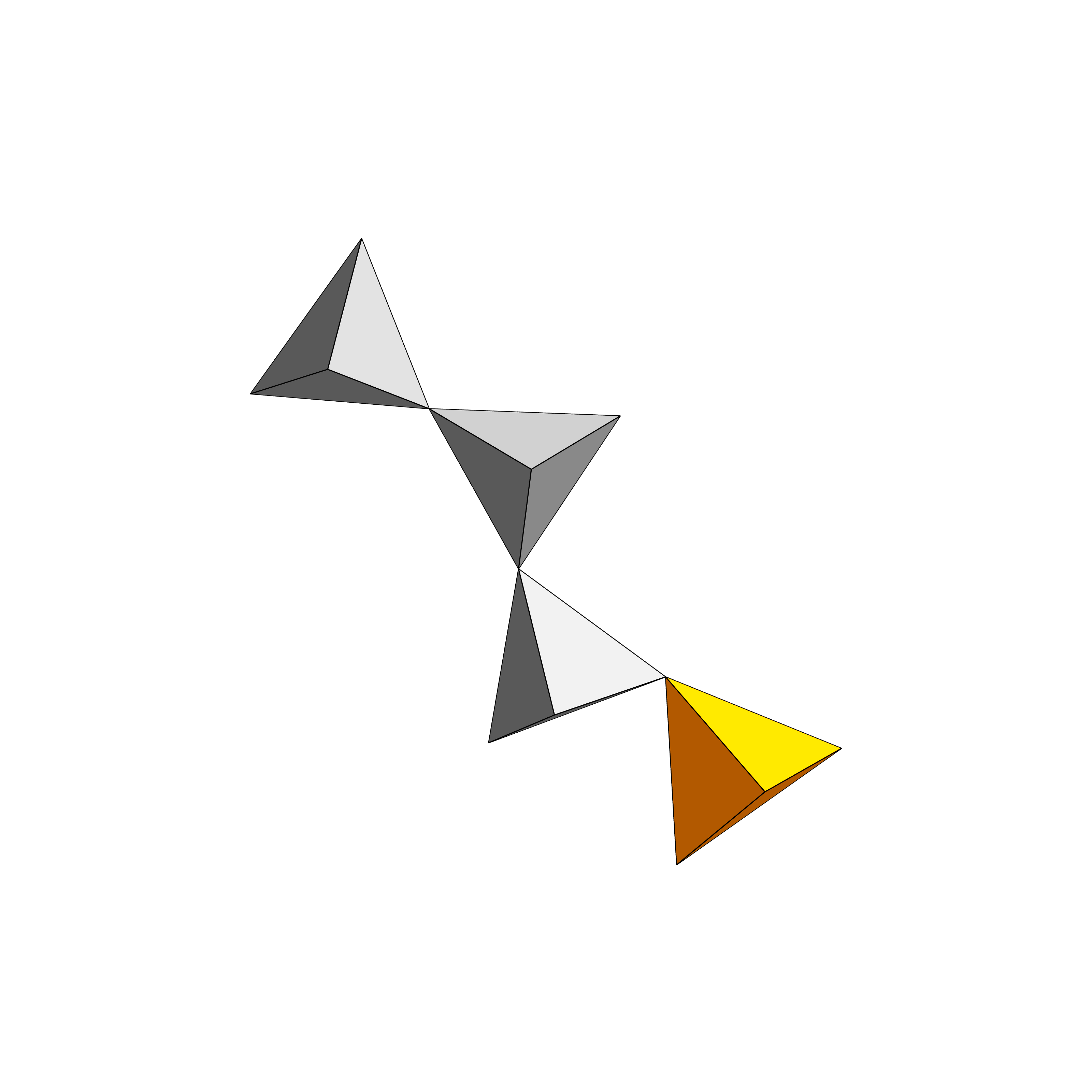
Einfach-Arsenatotrisilikatgruppe des Tiragalloit, AsO4-Tetraeder gelb hervorgehoben
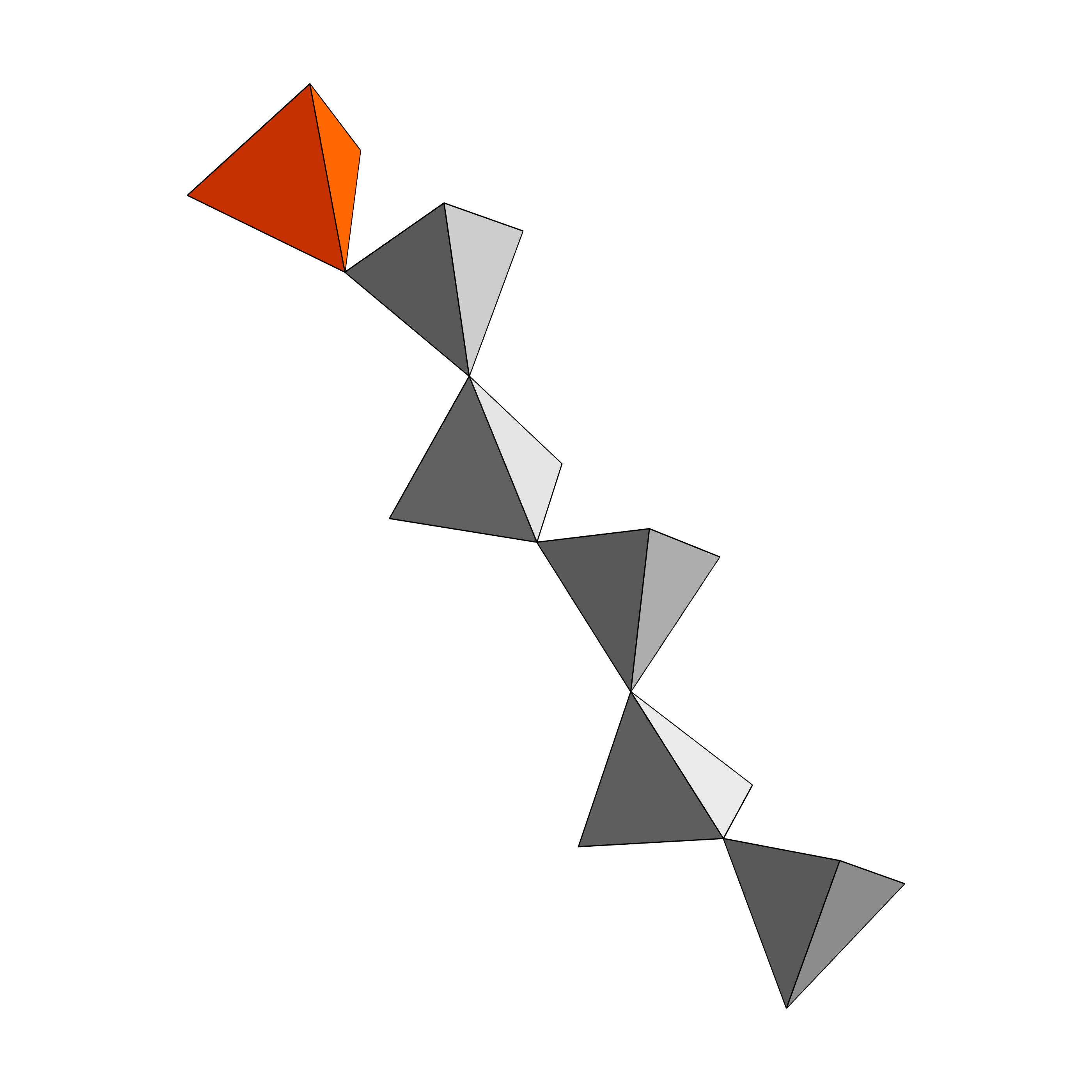
Einfach-Vanadatopentasilikatgruppe des Medait, VO4-Tetraeder orange hervorgehoben

Multiplizität:

Ähnlich wie bei den Ringsilikaten können auch lineare Silikatgruppen zu Mehrfachgruppen miteinander verbunden sein. Die Multiplizität gibt an, wie viele Gruppen miteinander zu einer Mehrfachgruppe verknüpft sind. Bisher ist nur ein Gruppensilikat mit der Multiplizität 2 bekannt (Fencooperit).

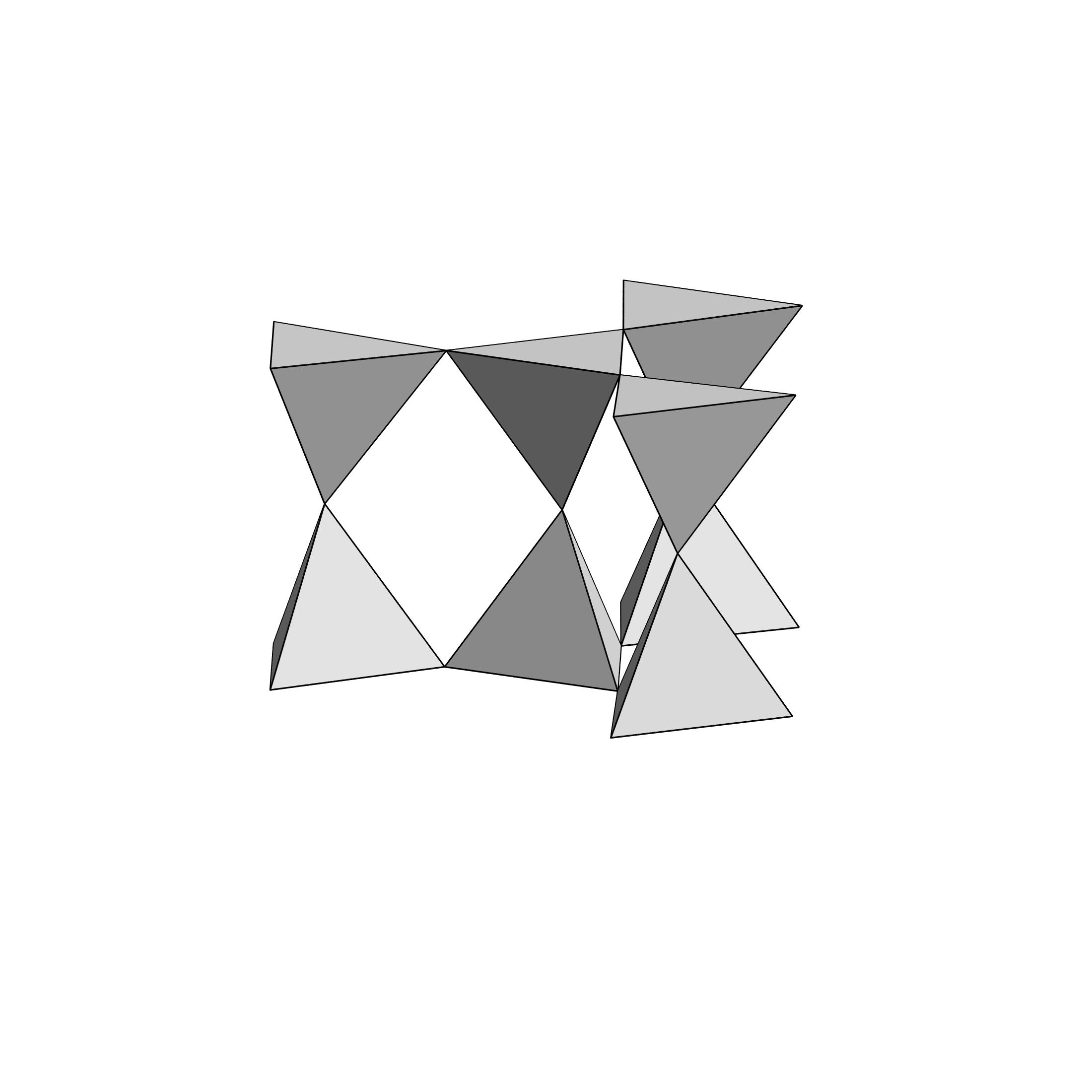
Offen verzweigte 3er Doppelsilikatgruppe des Fencooperit

Verzweigung:

Sie gibt an, ob von der Silikatkette weitere SiO4-Tetraeder abzweigen. Man unterscheidet zwischen offen verzweigten Silikaten und zyklisch verzweigten Silikaten, bei denen die von der Kette abzweigenden SiO4-Tetraeder geschlossene Ringe formen.

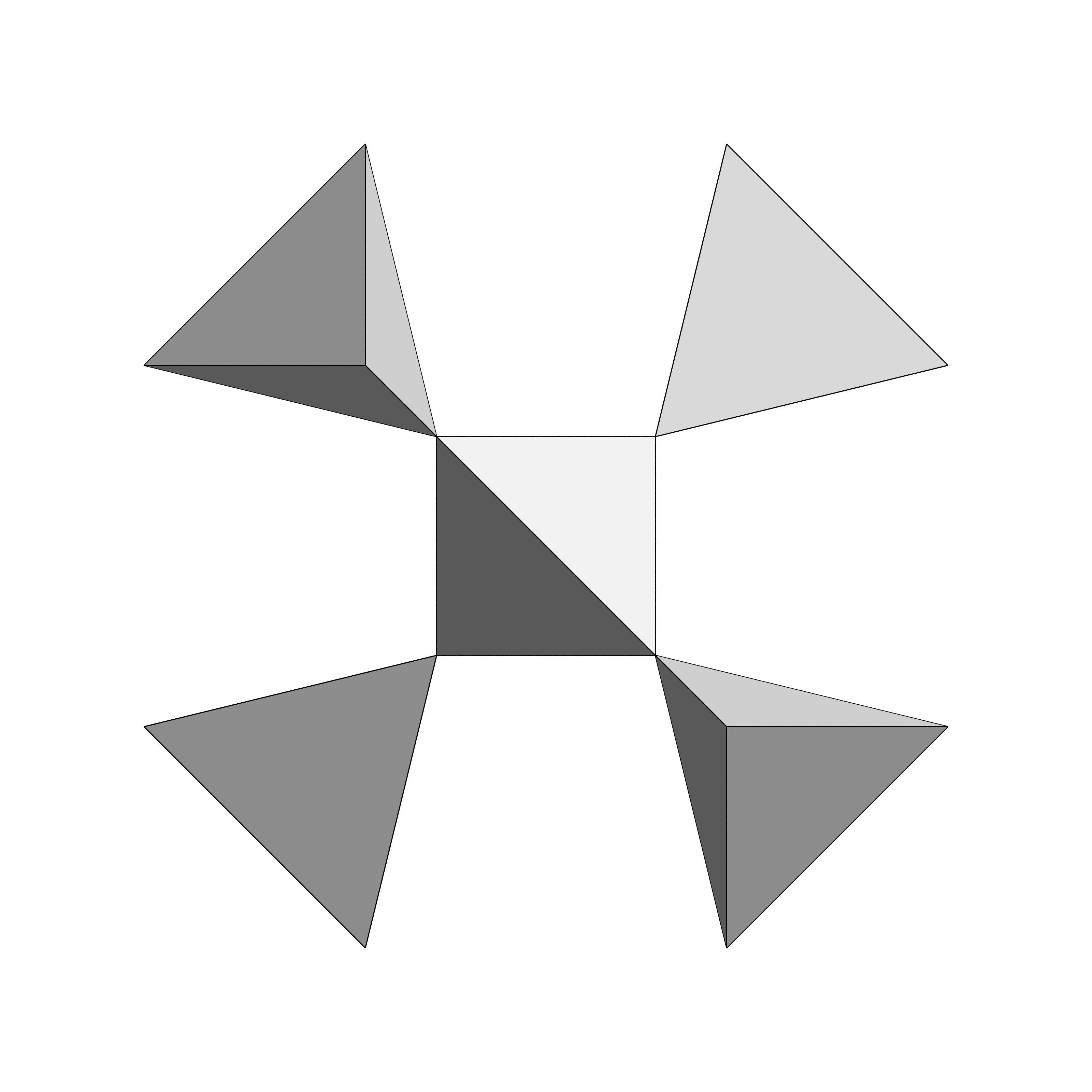
Offen verzweigte 3er Einfachgruppe des Zunyit

Gemischte Silikatanionen:

Zahlreiche Gruppensilikate enthalten neben einer Silikatgruppe noch weitere isolierte Insel- oder Gruppensilikatanionen. Epidot z. B. enthält neben einer Si2O7-Gruppe noch eine SiO4-Inselsilikatgruppe.

### Strunz
Die 9. Auflage der Strunzschen Mineralogischen Tabellen gliedert die Abteilung der Gruppensilikate (9.B) primär nach der Zähligkeit der Silikatgruppen, dann nach dem Auftreten weiterer isolierter Anionenkomplexe und nach der strukturellen Umgebung der Kationen.
- 9.BA Si2O7 Gruppen, ohne nicht-tetraedrische Anionen; Kationen in tetraedrischer [4] Koordination
- 9.BB Si2O7 Gruppen, ohne nicht-tetraedrische Anionen; Kationen in tetraedrischer [4] und größerer Koordination
- 9.BC Si2O7 Gruppen, ohne nicht-tetraedrische Anionen; Kationen in oktaedrischer [6] und/oder anderer Koordination
- 9.BD Si2O7 Gruppen mit zusätzlichen Anionen; Kationen in tetraedrischer [4] und/oder anderer Koordination
- 9.BE Si2O7 Gruppen mit zusätzlichen Anionen; Kationen in oktaedrischer [6] und größerer Koordination
- 9.BF Gruppensilikate mit gemischten SiO4 und Si2O7 Gruppen; Kationen in tetraedrischer [4] und größerer Koordination
- 9.BG Gruppensilikate mit gemischten SiO4 und Si2O7 Gruppen; Kationen in oktaedrischer [6] und größerer Koordination
- 9.BH Gruppensilikate mit Si3O10 oder größeren Anionen; Kationen in tetraedrischer [4] und größerer Koordination
- 9.BJ Gruppensilikate mit Si3O10, Si4O11 etc. Anionen; Kationen in oktaedrischer [6] und/oder größerer Koordination